# Рудницкое (Киевская область)
Рудницкое (укр. Рудницьке) — село, входит в Барышевскую поселковую общину Броварского района Киевской области Украины. До 2020 года входило в состав Барышевского района.
Население по переписи 2001 года составляло 856 человек. Почтовый индекс — 07512. Телефонный код — 4576. Занимает площадь 4,08 км².
В ходе российско-украинской войны село было занято русскими, а 28 марта солдаты ВСУ его освободили.

## Местный совет
07512, Киевская обл., Барышевский р-н, c. Рудницкое, ул. Гагарина, 1